# Babaman
Babaman o Irieman o Mr. Baba, pseudonimo di Massimo Corrado (Rho, 8 agosto 1975), è un cantante e rapper italiano.
È anche membro del movimento Rastafari, e spesso i riferimenti a tale religione sono ben visibili nei testi e nei video delle sue canzoni.

## Biografia
Nato a Rho e vissuta la sua infanzia e adolescenza ad Arese, cresce in una famiglia umile minata dall’assenza paterna. Appassionatosi allo skateboard da metà anni ottanta, i primi contatti di Babaman con l'hip hop e con il reggae sono nel 1986: all'epoca il suo nome d'arte era Rave, e le sue prime esperienze sono legate al writing, mentre l'anno successivo inizia a scrivere rime. Nel 1988 si trasferisce a Milano.
Nel 1989 fonda la sua prima crew: i Penetra Posse. Baba intanto abbandona il writing per occuparsi a tempo pieno di MCing. Nel 1995 lascia la Penetra Posse per formare i Terra Grezzza, gruppo che dopo alcuni anni si fonde con un altro duo diventando Animali da Falò. Il progetto però ha termine nel 1997 e Baba e DJ Lou riprendono in mano per breve tempo il loro vecchio nome Terra Grezzza, a sua volta abbandonato quando i due decidono di dividersi e intraprendere carriere soliste.
Dopo anni di militanza nell'underground milanese, nel 1998 con il nome di Mr. Baba (nome legato al writing) produce il demo Occhi semichiusi. Nel 2000 esce la sua prima autoproduzione: tredici tracce raggruppate sotto il titolo L'occhio, pubblicate per Vibrarecords che si occupa della distribuzione del prodotto. L'album segna anche il ritorno alla collaborazione con DJ Lou, che produce una traccia e collabora alla realizzazione di altre tre. Un'altra traccia è affidata a Goedi.
Nel 2004 pubblica il suo secondo lavoro autoprodotto Prima di partire che contiene la hit underground Il vizio. L'album vede partecipazioni importanti quali Bassi Maestro e Medda, più la collaborazione di DJ Lou.
Dopo la pubblicazione dell'album, Babaman si trasferisce a Madrid avvicinandosi ancora di più al mondo del reggae e in particolare al rastafarianesimo. Dopo circa un anno e mezzo torna in patria come cantante raggamuffin, firma un contratto con Vibrarecords e si mette a lavorare ai nuovi progetti con la supervisione artistica di Bassi Maestro.
Nel gennaio del 2006 Babaman pubblica Fuoco sulle masse, che anticipa il vero e proprio album uscito a giugno: Come un uragano, album in puro stile raggamuffin.
Agli inizi di maggio del 2008 è uscito il suo nuovo disco intitolato Dinamite, Anche quest'album mantiene le sonorità reggae del precedente, ma aggiunge collaborazioni eccellenti tra le quali Chulito Camacho dalla Spagna, Jahlingua dalla Costa Rica e Gué Pequeno cantante dei Club Dogo. Ha inoltre collaborato con Bassi Maestro per il brano presente sullo street album di quest'ultimo, V. E. L. M., per il pezzo reggae/hip-hop To The Top.
Dal 12 aprile 2009 è possibile scaricare gratuitamente Riddim Runner 2009, album dove l'artista è impegnato in numerosi riddim giamaicani, remix di vecchi successi e qualche inedito. Diversa la direzione musicale: se Dinamite era orientato verso la dancehall, Riddim Runner è incentrato sullo stile roots. Nell'ottobre 2009 è uscito un album che ha visto la partecipazione del rapper Bassi Maestro dal titolo La Lettera B. Il 29 settembre è uscito Raggasonico.
Il 16 luglio 2011 è uscito Riddim Addict 2011 album in cui inserisce la traccia dissing Chatty Bwoy Dem rivolta a Entics che quattro anni prima lo aveva reso protagonista nel suo dissing Inna my yard dell'album Entics TV. Da ciò ne nasce una vera e propria faida a colpi di brani nel giro di poco tempo. Infatti circa due settimane dopo Entics nel suo mixtape risponde al diss di Babaman con ben due tracce, War In A Babylon e Matilda. Due giorni dopo Babaman risponde di nuovo con il dissing Entics Di Lernia (il titolo è ispirato al cantante italiano Leone Di Lernia). Il giorno dopo Entics pubblica l'ennesima risposta dal titolo L'uragano Matilda, alcuni giorni dopo Babaman pubblica un'altra canzone intitolata Entics di Lernia (Atto finale) e subito in risposta Entics pubblica Dedicato a chi rosica in cui tira in mezzo nel dissing anche il rapper Mondo Marcio, che immediatamente pubblica Un altro punk in città e subito dopo Cristiano cosa fai. Nel 2012 Babaman fa uscire il 18 giugno l'album La nuova era, anticipato dal singolo La realtà. Il 1º agosto è uscito il video Le bimbe mentre il 1º settembre Las Ninas, la sua versione in lingua spagnola.
A ottobre 2013 esce il suo libro autobiografico Uragano rasta, scritto a quattro mani con F.T. Sandman. In questo libro Babaman affronta tematiche a lui care come, ad esempio: rastafarianesimo, reggae, principi di vita e valori umani.
Nel 2014 esce il progetto completamente indipendente Reggae Imperiale con KgMan. Esco pazzo è il singolo estratto per realizzare il video.
Nel 2015 sotto etichetta Trumen Record esce Vibrazioni positive che vede, nel brano Blazin Fyah, la collaborazione con Nando Popu, componente del noto gruppo Sud Sound System.
Nel 2017 esce l'album Soul Food mentre per il successivo, Veteran, è pubblicato nel 2022.

## Controversie

### Dissing con Entics
Nel 2007 il rapper Entics pubblica un brano dal titolo Inna My Yard nel quale insulta Babaman. Dopo quattro anni, il 16 luglio 2011 Babaman risponde con Chatty Bwoy Dem, ricordando ad Entics che ha iniziato il dissing poiché Babaman non aveva accettato la proposta di un featuring tra i due. Il primo di agosto Entics pubblica ben due brani, War In A Babylon e Matilda, accusando Babaman di imitare il rapper spagnolo Morodo. Immediatamente, il giorno dopo Babaman risponde con Entics di Lernia, deridendolo sul fatto che per quanto copiasse le canzoni di altri rapper famosi poteva essere paragonato al cantautore trash Leone Di Lernia, oltre ad essere solamente la spalla del rapper Fabri Fibra. Il giorno seguente Entics pubblica L'Uragano Matilda, ribadendo tutti i concetti citati nei brani precedenti. Stessa tattica adopera Babaman il 4 agosto con il brano Entics Di Lernia Atto Finale. L'8 agosto Entics risponde con Dedicato a chi rosica, chiudendo definitivamente il dissing tra i due.

## Discografia

### Album in studio
- 2002 – L'occhio
- 2004 – Prima di partire
- 2006 – Fuoco sulle masse
- 2006 – Come un uragano
- 2008 – Dinamite
- 2009 – La lettera B (con Bassi Maestro)
- 2010 – Raggasonico
- 2011 – Riddim Addict 2011
- 2012 – La nuova era
- 2013 – Riddim Maniac
- 2014 – Reggae imperiale (con KG Man)
- 2015 – Vibrazioni positive
- 2017 – Soul Food
- 2022 – Veteran

### Mixtape
- 2009 – Riddim Runner 2009